# Ô Lan
Ô Lan (chữ Tạng: ཝུའུ་ལན་རྫོང་; Wylie: wu'u lan rdzong, tiếng Trung: 乌兰县; bính âm: Wūlán Xiàn) là một huyện thuộc Châu tự trị dân tộc Mông Cổ & dân tộc Tạng Hải Tây, tỉnh Thanh Hải, Trung Quốc.

### Trấn
- Hy Lý Câu (希里沟镇)
- Trà Tạp (茶卡镇)
- Kha Kha (柯柯镇)
- Đồng Phổ (铜普镇)